# Patrik Sandell
Patrik Sandell (* 21. dubna 1982) je švédský rallyový závodník. Sandell vyhrál švédské juniorské mistrovství v roce 2004 a švédské mistrovství skupiny N3 v roce 2005. V roce 2006 vyhrál titul Junior ského mistra světa (JWRC). V roce 2008 Sandell jezdil jak v JWRC, tak i mistrovství světa v produkční rally (PWRC) neboť se závody obou šampionátů nepřekrývaly.
Sandell se připojil v roce 2013 k týmu Olsbergs MSE a závodil pro ně v Global RallyCross Championship (Mistrovství Severní Ameriky/USA v rallycrossu). V průběžném pořadí skončil na 6. místě, získal dvě pódia. V roce 2014 vyhrál 1 závod a skončil v celkově na 6. místě.

## Biografie
Sandellův zájem o motoristický sport přišel už když byl teenager. Bylo mu 16, když poprvé zkoušel rallycross, a 17, když běžel svou první rally.
V roce 2006 Sandell závodil v mistrovství světa juniorů v rallye a získal titul díky jednomu vítězství a třem pódiim v šesti závodech. V následujících letech pokračoval v JWRC, mistrovství světa v rallye produkčních vozů (PWRC) a mistrovství světa v rallye Super 2000 (SWRC). Sandell se stal jezdcem Red Bull u a v roce 2009 a vyhrál své první dva závody v PWRC v tomto roce a to v Norsku a na Kypru .
V roce 2012 Sandell debutoval s týmem Mini WRC na domácí Švédské rally 2012 a dojel osmý celkově, což je jeho nejlepší umístění. Majitel automobilky Mini, BMW později toho roku vypověděl smlouvu s týmem Prodrive jež vozy provozoval, a Sandell už po sezóně 2012 ve WRC nezávodil.
Pro rok 2013 se Sandell přestěhoval do Global RallyCross Championship a připojil se k Olsbergs MSE .
V roce 2015 Sandell přestoupil k týmu Bryan Herta Rallysport. Sandell závodil za BHR v letech 2015 a 2016 a vyhrál za oba roky pouze 1x.
Sandell se roku 2017 stal jezdcem týmu Subaru Rally Team USA a skončil osmý v bodech. V prvním závodě v Atlantic City získal své první pódium v sezóně. V roce 2018 Sandell pokračoval v šampionátu, umístil se třetí celkově. Sandell se v roce 2018 také vrátil do rally na 3 soutěže mistrovství USA, kde všechny tři vyhrál.
Sandell závodí i nadále v Americkém rallycrossu, tým Subaru USA s přejmenoval na Subaru Motorsports v roce 2019.

## Výsledky

### Kompletní výsledky WRC
| Year | Entrant                | Car                        | 1      | 2       | 3      | 4       | 5       | 6      | 7       | 8      | 9      | 10     | 11     | 12      | 13     | 14  | 15      | 16     | WDC  | Points |
| ---- | ---------------------- | -------------------------- | ------ | ------- | ------ | ------- | ------- | ------ | ------- | ------ | ------ | ------ | ------ | ------- | ------ | --- | ------- | ------ | ---- | ------ |
| 2005 | Patrik Sandell         | Renault Clio Ragnotti      | MON    | SWE Ret | MEX    | NZL     | ITA     | CYP    | TUR     | GRE    | ARG    | FIN    | GER    | GBR     | JPN    | FRA | ESP     | AUS    | NC   | 0      |
| 2006 | Patrik Sandell         | Renault Clio S1600         | MON    | SWE 20  | MEX    | ESP     | FRA     | ARG 22 | ITA 15  | GRE    | GER    | FIN 34 | JPN    | CYP     | TUR 30 | AUS | NZL     | GBR 33 | NC   | 0      |
| 2007 | Patrik Sandell         | Renault Clio S1600         | MON    | SWE     | NOR 21 | MEX     | POR 53  | ARG    | ITA 31  | GRE    | FIN 18 | GER EX | NZL    | ESP Ret | FRA    | JPN | IRE     | GBR    | NC   | 0      |
| 2008 | Peugeot Sport Sweden   | Peugeot 207 S2000          | MON    | SWE 11  |        | ARG Ret |         |        | GRE Ret | TUR 12 |        | GER 22 |        |         |        | JPN | GBR Ret |        | NC   | 0      |
| 2008 | Peugeot Sport Sweden   | Mitsubishi Lancer Evo IX   |        |         |        |         |         |        |         |        |        |        | NZL 11 |         |        |     |         |        | NC   | 0      |
| 2008 | Interspeed Racing Team | Renault Clio S1600         |        |         | MEX 13 |         | JOR Ret | ITA 26 |         |        | FIN 21 |        |        | ESP 23  |        |     |         |        | NC   | 0      |
| 2008 | Interspeed Racing Team | Renault Clio R3            |        |         |        |         |         |        |         |        |        |        |        |         | FRA 28 |     |         |        | NC   | 0      |
| 2009 | Red Bull Rallye Team   | Škoda Fabia S2000          | IRE    | NOR 12  | CYP 9  | POR Ret | ARG     | ITA 10 | GRE 24  | POL    | FIN    | AUS    | ESP    | GBR 21  |        |     |         |        | NC   | 0      |
| 2010 | Red Bull Rallye Team   | Škoda Fabia S2000          | SWE 15 | MEX     | JOR 23 | TUR     | NZL 12  | POR    | BUL     | FIN 11 | GER 10 | JPN    | FRA 10 | ESP     | GBR 14 |     |         |        | 23rd | 2      |
| 2011 | Patrik Sandell         | Škoda Fabia S2000          | SWE 11 | MEX     | POR    | JOR     | ITA     | ARG    | GRE     | FIN    | GER    | AUS    | FRA    | ESP     | GBR    |     |         |        | NC   | 0      |
| 2012 | Mini WRC Team          | Mini John Cooper Works WRC | MON    | SWE 8   | MEX    |         |         |        |         |        |        |        |        |         |        |     |         |        | 27th | 4      |
| 2012 | Prodrive WRC Team      | Mini John Cooper Works WRC |        |         |        | POR Ret | ARG     | GRE    | NZL     | FIN    | GER    | GBR    | FRA    | ITA     | ESP    |     |         |        | 27th | 4      |